# Pilotrichum evanescens
Pilotrichum evanescens là một loài rêu trong họ Pilotrichaceae. Loài này được (Müll. Hal.) Crosby mô tả khoa học đầu tiên năm 1969.